# Soleil Moon Frye
Soleil Moon Frye (Glendora, 6 agosto 1976) è un'attrice statunitense.

## Biografia
È una figlia d'arte, essendo il padre l'attore Virgil Frye (1930-2012) e la madre l'agente cinematografica e ristoratrice Sondra Peluce Londy. Suoi fratellastri sono gli attori Sean Frye e Meeno Peluce, quest'ultimo nato dal secondo matrimonio della madre con il contabile Floyd Peluce. I suoi si separarono quando lei aveva due anni.

## Filmografia

### Cinema
- Nel nome dell'amicizia (The Liars' Club), regia di Jeffrey Porter (1993)
- Miracolo al College (The St. Tammany Miracle), regia di Joy N. Houck Jr. e Jim McCullough Sr. (1994)
- Twisted Love, regia di Eb Lottimer (1995)
- Run a Mile in My Shoes, regia di Ernie Altbacker - cortometraggio (1996)
- Mind Games, regia di Kevin Alber (1996)
- Wild Horses, regia di Soleil Moon Frye e Meeno Peluce (1998)
- Ombre dal passato (Motel Blue), regia di Sam Firstenberg (1999)
- The Girls' Room, regia di Irene Turner (2000)
- Alex in Wonder, regia di Drew Ann Rosenberg (2001)
- The Cleaner, regia di Erin Elders (2021)

### Televisione
- Storia di una madre (Missing Children: A Mother's Story), regia di Dick Lowry – film TV (1982)
- Chi amerà i miei bambini? (Who Will Love My Children?), regia di John Erman – film TV (1983)
- CHiPs – serie TV, episodio 6x18 (1983)
- Little Shots, regia di Ron Howard – film TV (1983)
- Ernie Kovacs - Tra una risata e l'altra (Ernie Kovacs: Between the Laughter), regia di Lamont Johnson – film TV (1984)
- Invito all'inferno (Invitation to Hell), regia di Wes Craven – film TV (1984)
- Il mio amico Arnold (Diff'rent Strokes) – serie TV, episodio 7x17 (1985)
- MacGruder & Loud – serie TV, episodio 1x12 (1985)
- Back to Next Saturday, regia di Lee Bernhardi – film TV (1985)
- Alvin Goes Back to School, regia di Arlando Smith – film TV (1986)
- Disneyland – serie TV, episodio 31x16 (1987)
- Provaci ancora, Harry (The Law and Harry McGraw) – serie TV, episodio 1x06 (1987)
- Punky Brewster – serie TV, 88 episodi (1984-1988)
- Cadets, regia di Zane Buzby – film TV (1988)
- ...Where's Rodney?, regia di John Sgueglia – film TV (1990)
- Blue Jeans (The Wonder Years) – serie TV, episodio 4x01 (1990)
- Bayside School (Saved by the Bell) – serie TV, episodio 4x03 (1992)
- ABC Weekend Specials – serie TV, episodio 13x01 (1992)
- Pumpkinhead II: Blood Wings, regia di Jeff Burr – film TV (1993)
- Per fortuna c'è un bianco al mio posto (Summertime Switch), regia di Alan Metter – film TV (1994)
- Heaven Help Us – serie TV, episodio 1x13 (1994)
- Piranha - La morte viene dall'acqua (Piranha), regia di Scott P. Levy – film TV (1995)
- Falsa innocenza (The Killing Secret), regia di Noel Nosseck – film TV (1997)
- La maledizione di Sarah (I've Been Waiting for You), regia di Christopher Leitch – film TV (1998)
- Working – serie TV, episodio 2x13 (1999)
- Friends – serie TV, episodio 5x15 (1999)
- Grown Ups – serie TV, episodio 1x01 (1999)
- Sabrina, vita da strega  (Sabrina, the Teenage Witch) – serie TV, 66 episodi (2000-2003)
- Zenon: Z3, regia di Steve Rash – film TV (2004)
- Hollywood Darlings – serie TV, episodi 1x08-2x03 (2017-2018)
- Staging Christmas, regia di Amy Barrett – film TV (2019)
- Punky Brewster – serie TV, 10 episodi (2021)
- Friends: The Reunion, regia di Ben Winston – special TV (2021)

## Doppiatrici italiane
Nelle versioni in italiano delle opere in cui ha recitato, Karen Malina White è stata doppiata da:
- Ilaria Latini in Punky Brewster, Punky Brewster (serie televisiva 2021)
- Myriam Catania in Sabrina, vita da strega

Da doppiatrice è sostituita da:
- Alida Milana in La famiglia Proud, La famiglia Proud - Il film, La famiglia Proud: più forte e orgogliosa